# Frank Mackenzie Ross
Frank Mackenzie Ross, né probablement le 19 avril 1891 et mort le 11 décembre 1971, est un homme politique canadien.
Il sert comme lieutenant-gouverneur de la province de Colombie-Britannique entre 1955 et 1960.
Il est le beau-père de John Turner, 17e premier ministre du Canada, dont il a marié la mère, Phyllis Ross (en).